# ŁKS Łódź (hokej na lodzie)
Łódzki Klub Sportowy – sekcja hokeja na lodzie klubu sportowego ŁKS Łódź. Rozwiązana w 1991 roku. 
W latach 1957–1991 hokeiści Łódzkiego Klubu Sportowego rozgrywali swoje mecze w „Pałacu Sportu”. Drugim lodowiskiem, na którym grano podczas remontu łódzkiej hali, był obiekt zgierskiego Boruty.

## Historia
- 1929 – powstanie sekcji.
- 1930 – pierwsze mistrzostwo Łodzi (zwycięstwo w finale z Union Łódź  5:2).
- 1933 – pierwszy udział w Mistrzostwach Polski w Hokeju na lodzie.
- 1936 – Władysław Król jako pierwszy hokeista w historii sekcji bierze udział w Igrzyskach Olimpijskich (Garmisch-Partenkirchen).
- 1938 – Władysław Król jako pierwszy w historii sekcji bierze udział w Mistrzostwach Świata w HL (Praga).
- 1946 – pierwszy medal (srebrny) w Mistrzostwach Polski, co jak się okazało, było największym osiągnięciem w historii.
- 1947 – 3. miejsce w Mistrzostwach Polski.
- 1953 – juniorzy ŁKS zdobywają złote medale mistrzostw Polski juniorów.
- 1957 – otwarcie Pałacu Sportu, sekcja, jako pierwsza w Polsce, zyskuje sztuczne i kryte zarazem lodowisko.
- 1959 – 3. miejsce w Mistrzostwach Polski HL.
- 1965 – Krzysztof Białynicki i Walery Kosyl debiutują w reprezentacji Polski.
- 1971 – 3. miejsce w Mistrzostwach Polski w hokeju na lodzie.
- 1972 – Jerzy Potz, Adam Kopczyński, Krzysztof Białynicki, Walery Kosyl biorą udział w ZIO w Sapporo.
- 8 kwietnia 1976 roku w Katowicach, w Spodku, Reprezentacja Polski w hokeju na lodzie mężczyzn zmierzyła się ze Reprezentacją ZSRR na inauguracje Mistrzostw Świata rozgrywanych w Polsce. Polacy pokonali faworyzowanych hokeistów radzieckich 6:4. W meczu tym wystąpiło aż pięciu zawodników Łódzkiego Klubu Sportowego: Jerzy Potz, Józef Stefaniak, Stanisław Szewczyk, Zdzisław Włodarczyk oraz Ryszard Nowiński, strzelec jednej z bramek w tym pamiętnym meczu[1][2]. Oprócz ww. piątki występ zaliczył także Leszek Kokoszka, który w kilka lat później należał do największych gwiazd ŁKS.
- 1978 – we wrześniu zorganizowano międzynarodowy turniej klubowy z okazji 70-lecia ŁKS; kolejność: 1. Malmö IF, 2. Stadion Hradec Kralove, 3. Oulun Kärpät, 4. ŁKS[3]
- 1979 – 3. miejsce w MP w hokeju na lodzie.
- 1980 – ostatnie 3. miejsce w MP w hokeju na lodzie.
- 1991 – spadek z I ligi i rozwiązanie sekcji.

Swój ostatni mecz hokeiści Łódzkiego Klubu Sportowego rozegrali 21 kwietnia 1991 w sezonie I ligi 1990/1991 w rywalizacji o utrzymanie. Ich przeciwnikiem była drużyna Zagłębia Sosnowiec. Pojedynek ten zakończył się zwycięstwem sosnowiczan 10:7 (po dogrywce) i zadecydował o spadku łodzian do II ligi. Mecz miał bardzo dramatyczny przebieg. Na kilkanaście sekund przed zakończeniem regulaminowego czasu gry na tablicy widniał wynik 7:6 dla Zagłębia Sosnowiec. Wtedy to wyrównującą bramkę zdobył Andrzej Chodakowski, doprowadzając do dogrywki. Łodzianie w dodatkowym czasie gry stracili trzy bramki, nie powiększając już swego dorobku. Tym samym przegrali decydującą batalię o pozostanie w I lidze. Łodzianie nie przystąpili do gry w następnym sezonie, bowiem władze klubu zadecydowały o likwidacji sekcji.
W edycji II ligi 1990/1991 początkowo występowała także rezerwowa drużyna ŁKS, która w trakcie sezonu, w styczniu 1991 została wycofana z rozgrywek z powodu problemów finansowych. Do kolejnego sezonu II ligi 1991/1992, mimo uprawnionego uczestnictwa, drużyna ŁKS już nie przystąpiła.

## Sukcesy
- Mistrzostwa Polski:
  - 2 miejsce (1): 1946
  - 3 miejsce (5): 1947, 1959, 1971, 1979, 1980
- Mistrzostwa Polski juniorów:
  - 1 miejsce (1): 1953
  - 3 miejsce (4): 1958, 1962, 1969, 1970

## Szkoleniowcy
- Władysław Król (1930–1962)
- Jirzi Hertzel (1962–1963)
- Ryszard Filipiak (1963–1964)
- Marian Jeżak (1964–1967)
- Ryszard Filipiak (1967–1974)
- Vladimír Kobera (1974–1978)
- Jaroslav Stuchlík (1978–1981)
- Leszek Lejczyk (1981–1984)
- Walery Kosyl (1984–1985)
- Józef Stefaniak (1985–1986
- Ryszard Filipiak (1986–1987)
- Walery Kosyl (1987–1988)
- Andrzej Kula (1988–1991)

## Zawodnicy

### Uczestnicy mistrzostw świata
- Krzysztof Białynicki – 7 razy;
- Kazimierz Chodakowski – 2 razy;
- Leszek Kokoszka – 2 razy;
- Adam Kopczyński – 5 razy;
- Walery Kosyl – 6 razy;
- Władysław Król – 1 raz;
- Mieczysław Sienkiewicz – 1 raz;
- Ryszard Nowiński – 2 razy;
- Jerzy Potz – 11 razy;
- Józef Stefaniak – 3 razy;
- Jan Stopczyk – 4 razy;
- Stanisław Szewczyk – 3 razy;
- Zdzisław Włodarczyk – 2 razy;
- Piotr Zdunek – 1 raz.

### Zdobywcy „Złotego Kija”
- 1973 – Walery Kosyl
- 1980 – Leszek Kokoszka
- 1987 – Jan Stopczyk

### Królowie strzelców ligi polskiej w barwach ŁKS
- 1967 – Krzysztof Białynicki: 31 bramek
- 1968 – Krzysztof Białynicki: 33 bramki
- 1980 – Leszek Kokoszka: 40 bramek
- 1984 – Jan Stopczyk: 37 bramek

### Olimpijczycy
- Krzysztof Białynicki – 1972;
- Leszek Kokoszka – 1980;
- Adam Kopczyński – 1972;
- Walery Kosyl – 1972, 1976;
- Władysław Król – 1936;
- Jerzy Potz – 1972, 1976, 1980, 1988;
- Jan Stopczyk – 1984, 1988.

### Kadra w ostatnim sezonie działalności sekcji (1990/1991)
- bramkarze: Andrzej Hahn, Grzegorz Koziorowski.
- zawodnicy z pola: Robert Bałoga, Andrzej Chodakowski, Bogusław Cyniak, Paweł Figurski, Artur Zajączkowski, Tomasz Jakiel, Maciej Jędraszczyk, Witold Król,Tomasz Nowak, Włodzimierz Król, Andrzej Ludwig, Paweł Łuczyński, Jacek Masłowski, Tomasz Matuszewski, Sławomir Odorowicz, Sławomir Pietrzak, Maciej Przybysz, Piotr Rybowski, Andrzej Rybski, Marek Rychlewski, Sławomir Siódemski, Zbigniew Witczak, Piotr Zdunek, Tomasz Żmudziński